# تاريخ الزراعة
يسجل تاريخ الزراعة زراعة النباتات واستئناس الحيوانات وتطوير تقنيات الزراعة لتحسين الإنتاج. بدأت الزراعة بشكل مستقل في أجزاء مختلفة من العالم، وشملت مجموعة متنوعة من الأصناف. وعلى الأقل، هنالك ما لا يقل عن إحدى عشرة منطقة منفصلة من العالم القديم والجديد يمكن اعتبارها كمراكز منشأ مستقلة للزراعة. تطورت الزراعة التي تتضمن استئناس النباتات والحيوانات منذ 10,000 سنة قبل الميلاد على أقل تقدير، رغم أن بعض أشكال الزراعة البدائية تمتد إلى ما قبل ذلك في عصر ما قبل التاريخ. وقد مرّت الزراعة بتطورات بالغة منذ عهد الحراثة القديمة والثورة الزراعية، مرورًا بظهور محاصيل جديدة وتطور الآلات المستخدمة في الزراعة وظهور المبيدات الحشرية والأسمدة الكيميائية وحتى النظم الحديثة للزراعة والزراعة العضوية والزراعة المستدامة.

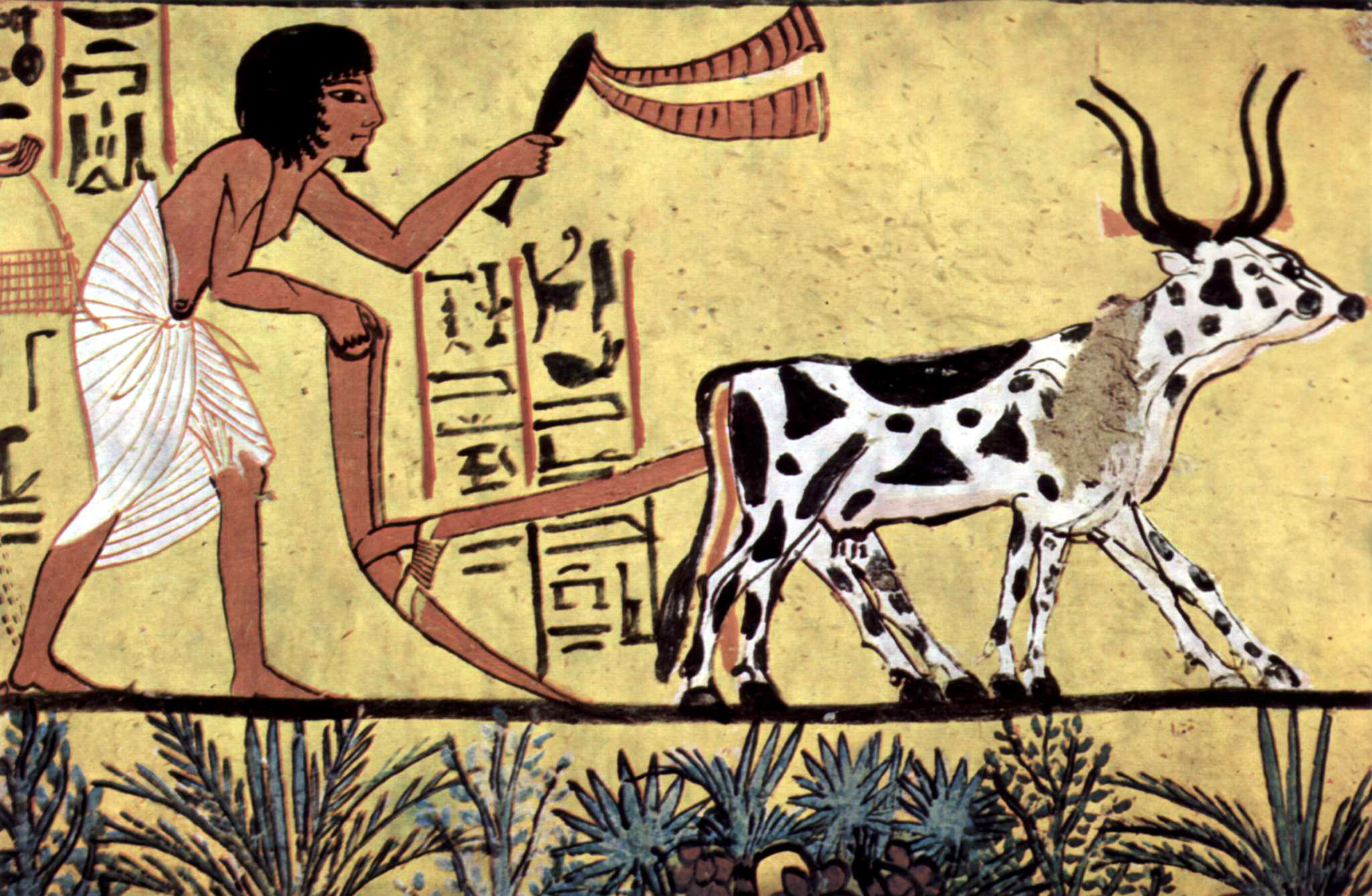

جمع الإنسان الحبوب البرية وأكلها منذ ما لا يقل عن 105,000 عام. ومع ذلك، فإن الحرث والزراعة لم يحدثا إلا بعد ذلك بوقت طويل. ابتداء من حوالي 9500 قبل الميلاد، أي خلال العصر الحجري الحديث، كانت هناك ثمان محاصيل أساسية يتم زرعها وهي: القمح ثنائي الحبة، القمح وحيد الحبة، الشعير المقشر، البازلاء، العدس، البيقية المرة، الحمص، الكتان، والتي كانت تزرع في منطقة الشام. وهناك من يقول أنه ربما تمت زراعة الشيلم في وقت سابق. زُرع الأرز في الصين بحلول عام 6200 قبل الميلاد مع أقرب زراعة معروفة في 5700 قبل الميلاد، يليها بقلة الماش وفول الصويا واللوبياء المقرنة. استأنست الخنازير في بلاد ما بين النهرين حوالي 11,000 قبل الميلاد، تليها الأغنام بين 11,000 قبل الميلاد و 9000 قبل الميلاد. واستأنست الماشية (من الأراخس البرية) في مناطق تركيا والهند الحديثة حوالي 8500 قبل الميلاد. تم زراعة الذرة الرفيعة في منطقة الساحل بأفريقيا بحلول عام 3000 قبل الميلاد. تم استئناس الجمال في وقت متأخر، ربما حوالي 3000 قبل الميلاد.
في أمريكا الجنوبية، بدأت الزراعة في وقت مبكر في 9000 قبل الميلاد، بدءًا من زراعة عدة أنواع من النباتات التي أصبحت فيما بعد محاصيل ثانوية فقط. في جبال الأنديز بأمريكا الجنوبية، تم زراعة البطاطس بين 8000 قبل الميلاد و 5000 قبل الميلاد، جنبًا إلى جنب مع الفاصوليا والطماطم والفول السوداني واستئناس حيوانات اللاما والألبكة. تم زراعة البفرة في حوض الأمازون في فترة لا تتجاوز 7000 قبل الميلاد. وجدت الذرة طريقها إلى أمريكا الجنوبية من أمريكا الوسطى، حيث زرعت الذرة الصفراء حوالي 7000 قبل الميلاد وتم التلاعب بها وراثيًا لتصبح محصول محلي خاص بالمنطقة. تم زراعة القطن في بيرو بحلول عام 4200 قبل الميلاد؛ تم زراعة نوع آخر من القطن في أمريكا الوسطى وأصبح إلى حد بعيد أهم أنواع القطن في صناعة النسيج في العصر الحديث.
تم زراعة قصب السكر وبعض الخضروات الجذرية في غينيا الجديدة حوالي 7000 قبل الميلاد. تم زراعة الموز في نفس الفترة في بابوا غينيا الجديدة. في أستراليا، لم يصل العلماء إلى تحديد الفترة التاريخية التي بدأت فيها الزراعة، لكن يرجع تاريخ أقدم مصائد الأنقليس إلى 6600 قبل الميلاد وظهرت في المنطقة العديد من المحاصيل مثل اليام والموز.
في العصر البرونزي، من حوالي عام 3300 قبل الميلاد، شهدت الزراعة قفزة في حضارات مثل بلاد ما بين النهرين، سومر، مصر القديمة، حضارة وادي السند في شبه القارة الهندية، الصين القديمة، اليونان القديمة. خلال العصر الحديدي والعصور القديمة الكلاسيكية، كان توسع روما القديمة من الجمهورية إلى الإمبراطورية في جميع أنحاء البحر الأبيض المتوسط القديم وأوروبا الغربية مبنيًا على أنظمة الزراعة القائمة على إنشاء نظام مانورال الذي أصبح حجر الأساس للزراعة في العصور الوسطى. في العصور الوسطى، في كل من أوروبا والعالم الإسلامي، تم تطوير الزراعة عبر تقنيات محسنة، بما في ذلك إدخال السكر والأرز والقطن وأشجار الفاكهة مثل البرتقال إلى أوروبا عن طريق الأندلس. بعد رحلات كريستوفر كولومبوس في عام 1492، جلب التبادل الكولومبي محاصيل العالم الجديد مثل الذرة والبطاطس والطماطم والبطاطا الحلوة والبفرة إلى أوروبا، ومحاصيل العالم القديم مثل القمح والشعير والأرز واللفت والماشية بما في ذلك الخيول والأبقار والأغنام والماعز إلى الأمريكتين.
في القرن الثامن عشر والتاسع عشر، تم إدخال الري والدورة الزراعية والأسمدة بشكل فعال وبدأت الزراعة في التطور بشكل متسارع، بدءًا من الثورة الزراعية البريطانية. منذ عام 1900، شهدت الزراعة تقدمًا في الدول المتقدمة، وبدرجة أقل في العالم النامي، وارتفعت الإنتاجية بسبب استبدال جزء من العمالة البشرية بالآلات، وكذلك عبر استخدام الأسمدة الكيميائية والمبيدات الحشرية. سمحت عملية هابر بوش باستخدام سماد نترات الأمونيوم في الأنظمة الزراعية التجارية، مما أدى إلى زيادة غلة المحاصيل بشكل كبير.
ارتبط التاريخ الحديث للزراعة ارتباطًا وثيقًا بحزمة من القضايا السياسية منها تلوث المياه والوقود الحيوي والكائنات المعدلة وراثيًا والتعريفات الجمركية والإعانات الزراعية. واستجابة لذلك، تطورت الزراعة العضوية في القرن العشرين كبديل لاستخدام مبيدات الآفات الكيميائية، وظهرت نظم زراعية مستدامة.

## بدايات الزراعة

### فرضيات المنشأ

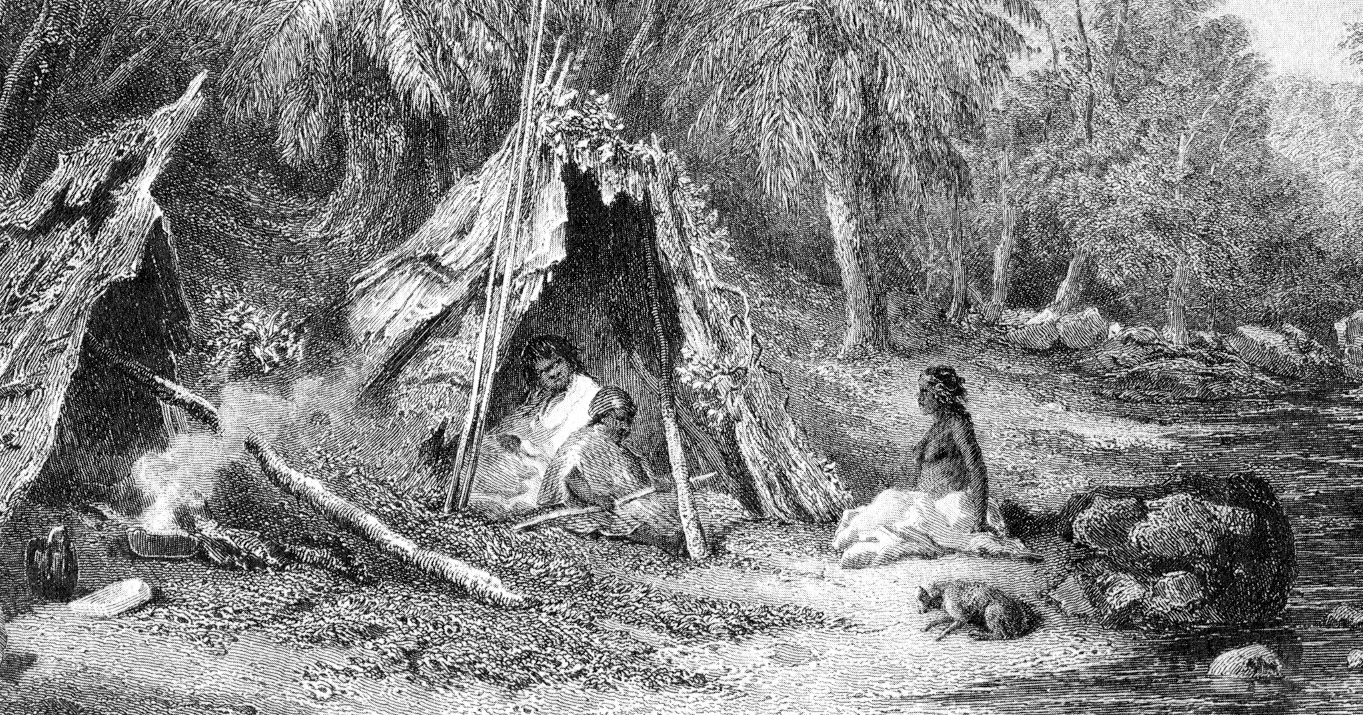
معسكر السكان الأصليين الأسترالي بواسطة سكينر بروت، 1876

طور العلماء عددًا من الفرضيات لشرح الأصول التاريخية للزراعة. تشير الدراسات إلى أن الانتقال من مجتمعات الصيد وجمع الثمار إلى المجتمعات الزراعية ساهم في زيادة الاستقرار؛ ومن الأمثلة على ذلك الثقافة النطوفية في بلاد الشام، والعصر الحجري الحديث المبكر في الصين.
تغير المناخ المحلي هو التفسير الأكثر رواجًا لبداية الزراعة في بلاد الشام. فعندما حدث تغير مناخي كبير بعد العصر الجليدي الأخير (حوالي 11000 قبل الميلاد)، أصبح جزء كبير من الأرض عرضة لمواسم جفاف طويلة. كانت هذه الظروف مواتية للنباتات الحولية التي تموت في موسم الجفاف الطويل، تاركة بذرة أو درنة خامدة. مكنت وفرة الحبوب والبقول البرية القابلة للتخزين الصيادين من تكوين أولى القرى والتجمعات البشرية في ذلك الوقت.

### البدايات

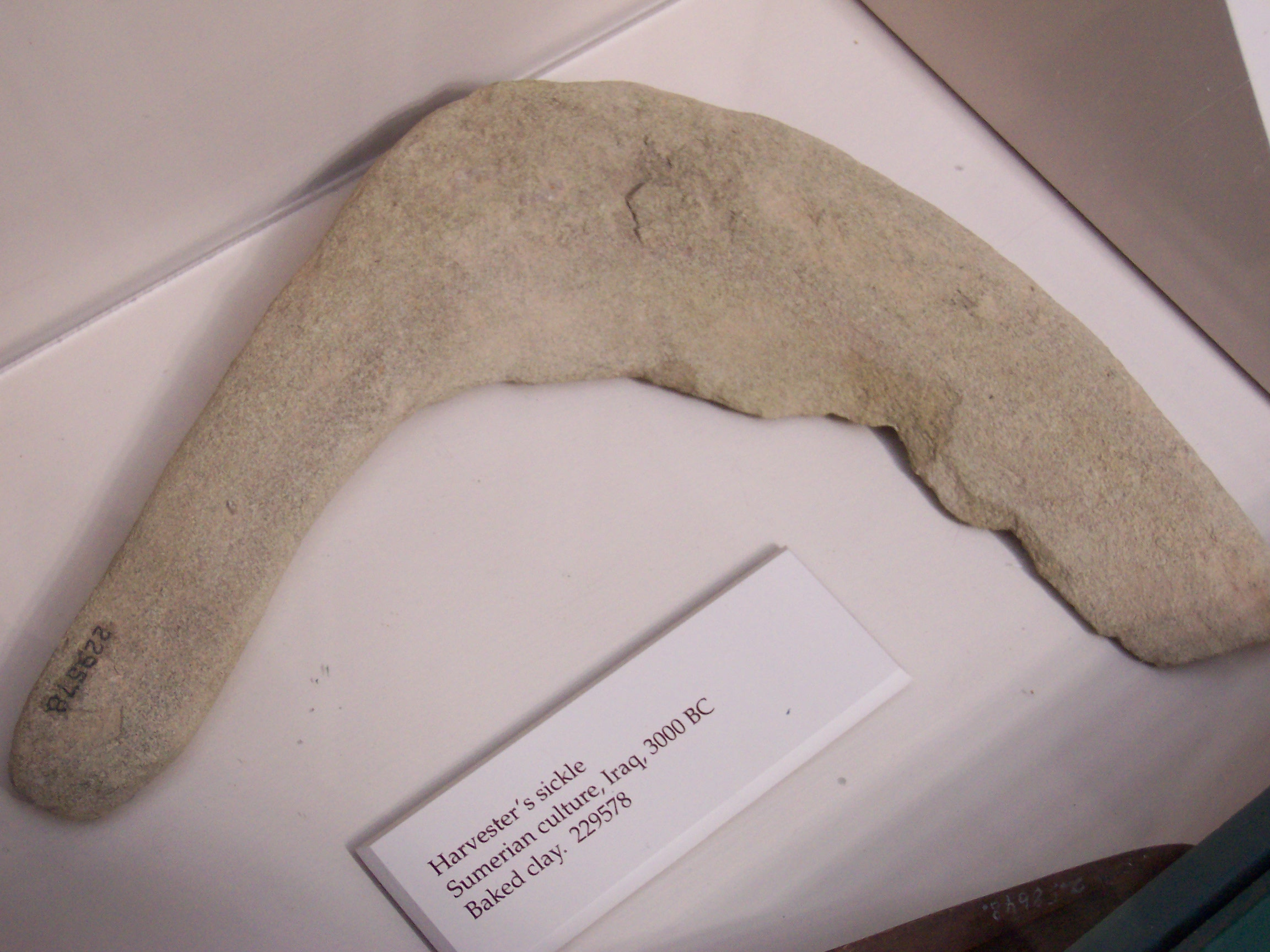
منجل السومرية، 3000 قبل الميلاد، مصنوع من طين مخبوز

بدأ البشر الأوائل في الاستفادة من النباتات والحيوانات لمصلحتهم الخاصة من خلال وسائل كالزراعة عبر القطع والحرق وبستنة الغابات. جمع البشر الأوائل الحبوب البرية وتناولوها منذ ما لا يقل عن 105,000 عام، وربما لفترة أطول من ذلك بكثير. يصعب تحديد التواريخ الدقيقة لبدايات جمع الثمار والبذور وبدايات الزراعة، حيث كان الناس في البداية يقومون بجمع البذور وأكلها قبل نموها، وقد تكون خصائص النبات قد تغيرت خلال هذه الفترة دون التدخل البشري. ومن الأمثلة على ذلك الكرات والبذور الأكبر حجمًا من الحبوب التي ظهرت بعد أواخر العصر الجليدي (حوالي 9500 قبل الميلاد) - أي بعد عودة الظروف المناخية إلى طبيعتها - في منطقة الهلال الخصيب. تم الحصول على خصائص أحادية النمط دون أي تدخل بشري، مما يعني أن زراعة كرز الحبوب يمكن أن يحدث بشكل طبيعي تمامًا.

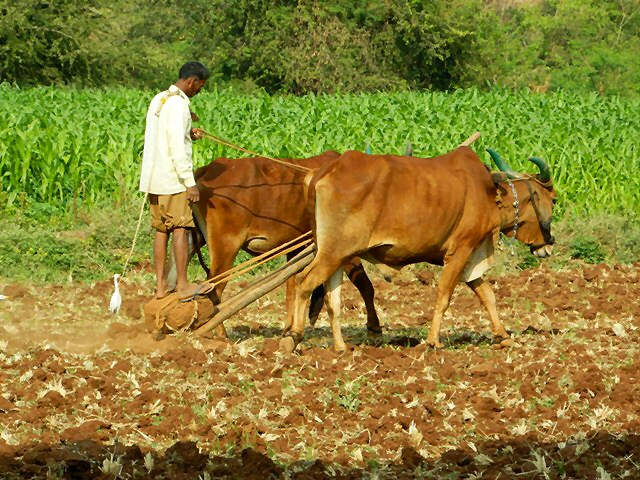
مزارع هندي يجره ثيران بجرّ محراث ثقيل الصخر. تم استخدام محاريث مماثلة في العصور القديمة.

بدأت الزراعة بشكل مستقل في أجزاء مختلفة من العالم، وشملت مجموعة متنوعة من الأصناف. حدد العلماء 11 منطقة منفصلة من العالم القديم والجديد كمراكز منشأ مستقلة. وفي البداية ظهر استئناس لبعض الحيوانات البرية. كان لاستئناس الخنازير الأليفة مراكز منشأ متعددة في أوراسيا، بما في ذلك أوروبا وشرق آسيا وجنوب غرب آسيا، حيث تم استئناس الخنازير البرية لأول مرة في حوالي 10,500 قبل الميلاد. تم استئناس الأغنام في بلاد ما بين النهرين بين 11,000 قبل الميلاد و 9000 قبل الميلاد. تم استئناس الماشية من الأراخس البرية في مناطق تركيا الحديثة وباكستان حوالي 8500 قبل الميلاد. تم استئناس الجمال في وقت متأخر، ربما حوالي 3000 قبل الميلاد.

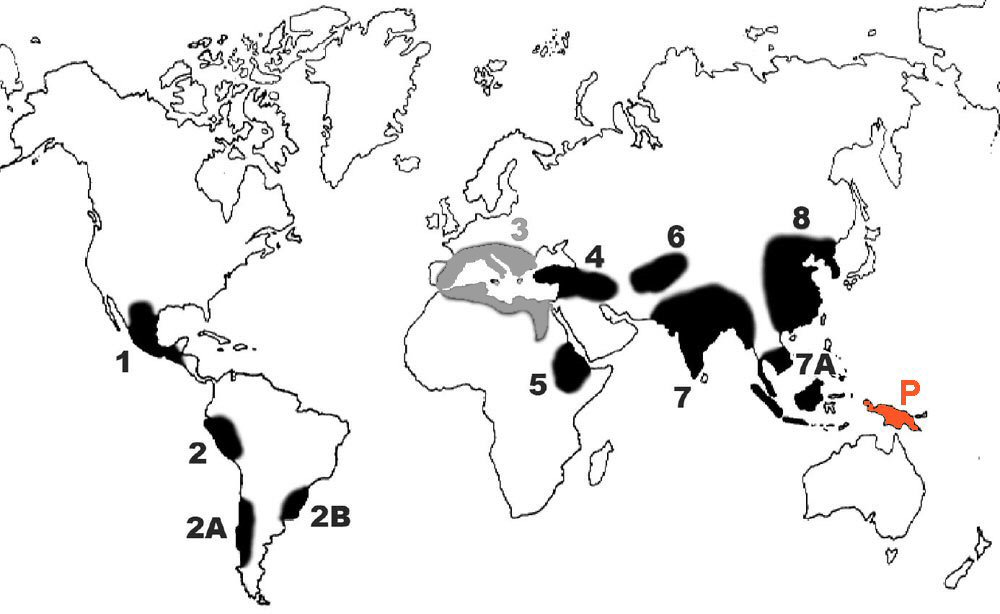
مراكز المنشأ التي حددها نيكولاي فافيلوف في الثلاثينيات. لم يعد يتم التعرف على المنطقة 3 (الرمادية) كمركز منشأ، وتم إضافة بابوا غينيا الجديدة (باللون الأحمر، "P") مؤخرًا.

بدأت المحاصيل الثمانية التي يطلق عليها المحاصيل المؤسسة في الظهور فيما بعد 9500 قبل الميلاد، وقد ظهرت بالترتيب الآتي: القمح ثنائي الحبة، القمح وحيد الحبة، الشعير، البازلاء، العدس، البيقية المريرة، الحمص، والكتان. ووجدت هذه المحاصيل مجتمعة في العصر الحجري الحديث ما قبل الفخاري بي في الشام، على الرغم من أن القمح كان أول من نما وتم حصده على نطاق واسع. في نفس الوقت تقريبًا (9,400 قبل الميلاد)، تم زراعة أشجار التين.
بحلول عام 8000 قبل الميلاد، كانت الزراعة مترسخة على ضفاف نهر النيل. في هذا الوقت تقريبًا، تم تطوير الزراعة بشكل مستقل في الشرق الأقصى، مع الأرز بدلاً من القمح كمحصول أساسي. تم زراعة الذرة من العشب البري في جنوب المكسيك بحلول عام 6700 قبل الميلاد. تم زراعة البطاطس (8000 قبل الميلاد) والطماطم والفلفل (4000 قبل الميلاد) والقرع (8000 قبل الميلاد) والعديد من أنواع الفول (8000 قبل الميلاد وما بعده) في العالم الجديد.
تم تطوير الزراعة بشكل مستقل في جزيرة غينيا الجديدة. يعود تاريخ زراعة الموز إلى الموز المستدق (موسا أكوميناتا)، بما في ذلك التهجين، إلى 5000 قبل الميلاد، وربما إلى 8000 قبل الميلاد، في بابوا غينيا الجديدة.
تم الاحتفاظ بالنحل من أجل العسل في الشرق الأوسط حوالي 7000 قبل الميلاد. تشير الأدلة الأثرية من مواقع مختلفة في شبه الجزيرة الأيبيرية إلى زراعة النباتات واستئناس الحيوانات بين 6000 و 4500 قبل الميلاد. توجد منطقة في أيرلندا تتكون من مساحات شاسعة من الأرض محاطة بجدران حجرية، ويعود تاريخها إلى 3500 قبل الميلاد وهي أقدم نظام ميداني للاستئناس معروف في العالم. تم استئناس الخيل في سهوب بونتيك حوالي 4000 قبل الميلاد. في سيبيريا، كان القنب مستخدمًا في الصين في العصر الحجري الحديث وربما تم زراعته للمرة الأولى هناك، وكان يستخدم كألياف لصنع الحبال وكدواء في مصر القديمة حوالي 2350 قبل الميلاد.

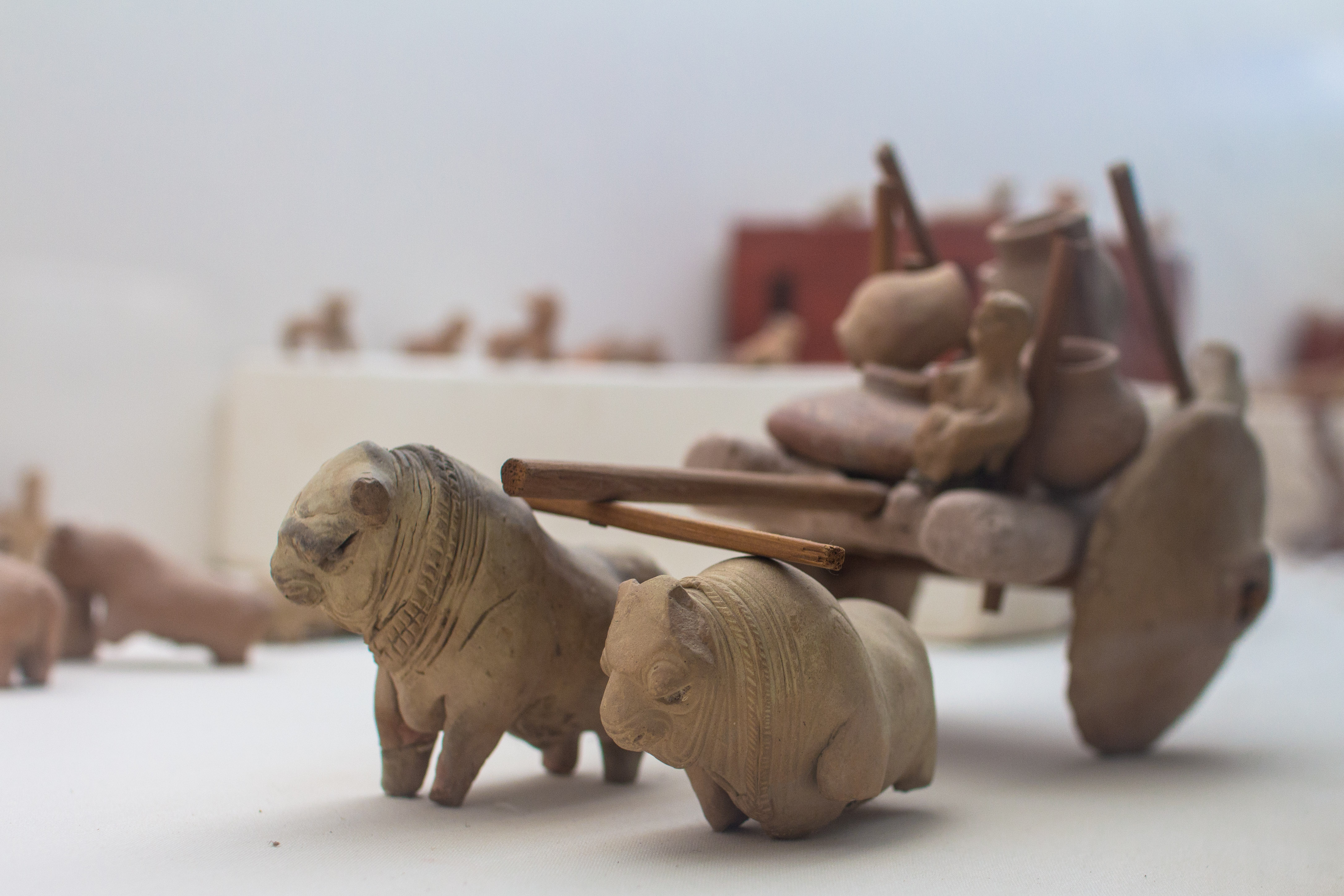
نموذج من الصلصال والخشب لعربة ثور تحمل منتجات زراعية في أواني كبيرة

في شمال الصين، تم زراعة الدخن من قبل الصينيين التبتيين الأوائل في حوالي 8000 إلى 6000 قبل الميلاد، ليصبح المحصول الرئيسي لحوض النهر الأصفر بحلول عام 5500 قبل الميلاد. وتبعهم بقلة الماش وفول الصويا واللوبياء المقرنة.
في جنوب الصين، تم زراعة الأرز في حوض نهر اليانغتسي في حوالي 11500 إلى 6200 قبل الميلاد، جنبًا إلى جنب مع تطوير زراعة الأراضي الرطبة من قبل الأسترونيزيين الأوائل والهامونغ مين. كما تم حصاد نباتات غذائية أخرى، بما في ذلك الجوز، وكستناء الماء. انتشرت زراعة الأرز لاحقًا في جزيرة جنوب شرق آسيا عن طريق التوسع الأسترونيزي، بدءًا من حوالي 3500 إلى 2000 قبل الميلاد. شهد حدث الهجرة هذا أيضًا إدخال النباتات الغذائية المزروعة والمستأنسة من تايوان وجزيرة جنوب شرق آسيا وغينيا الجديدة إلى جزر المحيط الهادئ كنباتات الزورق. كما أدى اتصال البحارة الأسترونيزيين مع سريلانكا وجنوب الهند إلى تبادل النباتات الغذائية التي أصبحت فيما بعد أصل تجارة التوابل القيمة. في الألفية الأولى بعد الميلاد، استقر البحارة الأسترونيزيون مدغشقر وجزر القمر، وجلبوا معهم نباتات غذائية من جنوب شرق آسيا وجنوب آسيا إلى ساحل شرق إفريقيا، بما في ذلك الموز والأرز. انتشر الأرز أيضا جنوبًا إلى البر الرئيسي جنوب شرق آسيا بنحو 2000-1500 قبل الميلاد.
في منطقة الساحل بأفريقيا، تم زراعة الذرة الرفيعة بحلول 3000 قبل الميلاد والثيوم الأغبر بحلول 2500 قبل الميلاد. تم زراعة جوز الكولا والقهوة أيضًا في إفريقيا. في غينيا الجديدة، بدأت شعوب بابوا القديمة ممارسة الزراعة حوالي 7000 قبل الميلاد، حيث زرعوا قصب السكر والقلقاس.

## تاريخ الزراعة عبر الحضارات

### الحضارة السومرية
زرع السومريون حبوب الشعير والقمح وبدأوا باستوطان القرى في حوالي 8,000 قبل الميلاد. وبسبب نقص مياه في الأمطار في المنطقة، فقد اعتمد المزارعون على ضفاف نهري دجلة والفرات. وتوصلوا إلى بناء قنوات ري لتطوير الزراعة وزيادة المحصول. نرى أولى المحاريث في رسومات صورية من مدينة الوركاء التاريخية تعود إلى عام 3,000 ق.م، ثم نرى محاريث تقمع البذور في أخاديد وذلك في أختام تعود إلى عام 2,300 ق.م. من بين محاصيل الخضروات التي زرعها السومريون: الفاصوليا، الحمص، العدس، الفول، البصل، الثوم، الخس، كما زرعوا فواكه مثل التمر والعنب والتفاح.

### الحضارة المصرية القديمة
تطورت الحضارة المصرية القديمة في المناخ القاحل في شمال أفريقيا، وهي منطقة تتميز بالصحاري، وكان نهر النيل، الذي قامت الزراعة على ضفافه، كشريان حياة وهو أحد أطول الأنهار في العالم. وتمكن المصريون بالتنبؤ بحدوث فيضانات النهر، فقد تمكنوا من تطوير ممارساتهم الزراعية على ضفافه. وكان المصريون من أوائل الشعوب التي مارست الزراعة على نطاق واسع والتي بدأت عصر ما قبل الأسرات ثم تطورت خلال قرون وصولاً إلى ما يُؤرخ لها الثورة الزراعية خلال العصر الحجري الحديث، أي بين 10,000 قبل الميلاد تقريبًا و4,000 قبل الميلاد. كان المصريون القدماء يزرعون بشكل أساسي محاصيل الحبوب كالشعير والقمح، بالإضافة إلى محاصيل أخرى تستخدم في الصناعات كالكتان وأوراق البردي.

### شبه القارة الهندية
تم استئناس نبات العناب في شبه القارة الهندية بحلول عام 9000 قبل الميلاد. زراعة الشعير والقمح - جنبًا إلى جنب مع تربية الماشية، وخاصة الأغنام والماعز - تلاه في حضارة مهرجاره 8000-6000 ق. وشهدت هذه الفترة أيضًا أول استئناس للفيل. وشملت الزراعة الرعوية في الهند البرس، وزرع المحاصيل في صفوف - إما من اثنين أو ستة - وتخزين الحبوب في مخازن الحبوب . كان القطن يزرع في الألفية الخامسة والرابعة قبل الميلاد. بحلول الألفية الخامسة قبل الميلاد، انتشرت المجتمعات الزراعية في كشمير . تم تطوير الري في حضارة وادي السند حوالي 4500 قبل الميلاد. نما حجم وازدهار حضارة السند نتيجة لهذا الابتكار، مما أدى إلى مستوطنات مخططة بشكل أكثر شمولاً تستخدم الصرف والمجاري . الأدلة الأثرية من تجرها الحيوانات المحراث يعود تاريخها إلى 2500 قبل الميلاد في حضارة وادي السند.

### الحضارة الإغريقية القديمية والعالم الهيلينستي
محاصيل الحبوب الرئيسية من البحر الأبيض المتوسط القديمة المنطقة والقمح و ايمر، والشعير، في حين شملت الخضار المشتركة البازلاء، والفاصوليا، و الفول، والزيتون، وجاءت منتجات الألبان ومعظمها من الأغنام والماعز، واللحوم، والذي كان يستهلك في مناسبة نادرة لمعظم الناس، تتكون عادة من لحم خن ولحم البقر والضأن. الزراعة في اليونان القديمة كان يعوقه التضاريس من البر الرئيسى اليونان التي سمحت فقط لنحو 10٪ من الأراضي لزراعتها بشكل صحيح، مما استلزم التصدير المتخصصة في النفط والنبيذ واستيراد الحبوب من تراقيا (تركزت في ما يعرف الآن بلغاريا ) و المستعمرات اليونانية في جنوب روسيا . خلال الفترة الهلنستية، سيطرت الإمبراطورية البطلمية على مصر وقبرص وفينيسيا وبرقة، وهي مناطق رئيسية لإنتاج الحبوب اعتمد عليها اليونانيون في الكفاف، بينما لعب سوق الحبوب البطلمية أيضًا دورًا حاسمًا في صعود الجمهورية الرومانية . في الإمبراطورية السلوقية ، كانت بلاد ما بين النهرين منطقة مهمة لإنتاج القمح، بينما كانت تربية الحيوانات البدوية تمارس أيضًا في أجزاء أخرى.

### الإمبراطورية الرومانية
في العالم اليوناني الروماني في العصور الكلاسيكية القديمة، اعتمدت الزراعة الرومانية على تقنيات ابتكرها السومريون في الأصل، ونقلتها إليهم الثقافات اللاحقة، مع التركيز بشكل خاص على زراعة المحاصيل من أجل التجارة والتصدير. وضع الرومان الأساس للنظام الاقتصادي مانورال، الذي ينطوي على القنانة، والتي ازدهرت في العصور الوسطى. كان لدى الرومان أربعة أنظمة لإدارة المزارع: العمل المباشر للمالك وعائلته؛ العبيد الذين يعملون تحت إشراف مديري العبيد؛ زراعة المستأجرين أو المزارعة حيث يقسم المالك والمستأجر منتجات المزرعة أو يتم إيجار أرض زراعية.

### الأمريكتان
اتخذت الزراعة المبكرة مسارًا مختلفًا عن العالم القديم حيث افتقرت الأمريكتان إلى الحبوب الكبيرة التي يسهل حرثها (مثل القمح والشعير) والحيوانات كبيرة الحجم التي يمكن استخدامها في العمالة الزراعية. بدلاً من الممارسة في العالم القديم لزرع حقل بمحصول واحد، كانت الزراعة الأمريكية في ما قبل التاريخ تتكون عادةً من زراعة العديد من المحاصيل على مقربة من بعضها البعض باستخدام اليد العاملة فقط. افتقرت مناطق الزراعة المبكرة في الأمريكتين إلى ما حدث في توحيد المنطقة الشرقية والغربية من البحر الأبيض المتوسط والمناخات شبه القاحلة في جنوب أوروبا وجنوب غرب آسيا، ولكن بدلاً من ذلك كان لديها نمط شمال - جنوب مع مجموعة متنوعة من المناطق المناخية المختلفة التي عززت زراعة العديد من النباتات المختلفة.
بشكل موجز، مارس الأوروبيون الزراعة المكثفة القائمة على الحرث وحيوانات الجر، في حين مارس السكان الأصليون في الأمريكتين الزراعة المكثفة القائمة على العمل البشري. غالبًا ما أشار الأوروبيون (أو رفضوا) ممارسات الأمريكيين الأصليين لكنهم أعجبوا بإنتاجية المزارعين الأصليين. نما شعب إمبراطورية الإنكا في أمريكا الجنوبية فوائض كبيرة من الطعام لدرجة أنهم كان يقومون بتخزينه في أماكن تسمى Qullqas.

### أمريكا الجنوبية
تقع أقدم المناطق المعروفة للزراعة في الأمريكتين والتي يعود تاريخها إلى حوالي 9000 قبل الميلاد في كولومبيا، بالقرب من بيريرا الحالية، وكذلك في الإكوادور في شبه جزيرة سانتا إيلينا.

### أمريكا الوسطى
في أمريكا الوسطى، كان الأزتيك مزارعين نشطين وكان لديهم اقتصاد يركز على الزراعة. كانت الأرض المحيطة ببحيرة تيكسكوكو خصبة، لكنها لم تكن كبيرة بما يكفي لإنتاج كمية الغذاء اللازمة لسكان إمبراطوريتهم المتوسعة. طور الأزتك أنظمة الري، وشكلوا مدرجات التلال. استخدم المايا بين 400 قبل الميلاد و 900 بعد الميلاد قنوات واسعة وأنظمة حقول مرتفعة لزراعة المستنقعات في شبه جزيرة يوكاتان.

### أمريكا الشمالية
قام السكان الأصليون في شرق الولايات المتحدة بزراعة العديد من المحاصيل مثل عباد الشمس والتبغ والقرع.

### أستراليا
كان السكان الأصليون الأستراليون من البدو الصيادين. بسبب سياسة الأرض المشاع، كان يُنظر إلى السكان الأصليين على أنهم غير قادرين على إنجاز الزراعة المستدامة. ومع ذلك، فإن الإجماع الحالي هو أن الأساليب الزراعية المختلفة كانت تستخدم من قبل السكان الأصليين.
مارس السكان الأصليون في ما يعرف الآن بكاليفورنيا وشمال غرب المحيط الهادئ أشكالًا مختلفة من بستنة الغابات والقطع والحرق والأراضي الرطبة، مما يضمن استمرار توافر الأغذية والأدوية المرغوبة. سيطر السكان الأصليون على النار على نطاق إقليمي لخلق بيئة حرائق منخفضة الكثافة منعت الحرائق الكبيرة والكارثية.
استخدم السكان الأصليون الأستراليون الحرق المنهجي، والزراعة الحارقة، لتعزيز الإنتاجية الطبيعية. في السبعينيات والثمانينيات من القرن الماضي، أثبتت الأبحاث الأثرية في جنوب غرب فيكتوريا أن Gunditjmara ومجموعات أخرى طورت أنظمة متطورة لتربية الأسماك وصيد الأسماك على مدى فترة تقارب 5000 عام. اقترح عالم الآثار هاري لوراندوس في ثمانينيات القرن الماضي أن هناك دليلًا على «تكثيف» التقدم في جميع أنحاء أستراليا، وهي عملية يبدو أنها استمرت خلال 5000 سنة سابقة.
من المعروف الآن أن سكان جزر توريس قد زرعوا الموز.

## الزراعة الحديثة

### الثورة الزراعية البريطانية
بين القرن السابع عشر ومنتصف القرن التاسع عشر، شهدت بريطانيا تطورًا ملحوظًا في الإنتاج الزراعي، وأساليب زراعية جديدة مثل التسييج، الميكنة، وتناوب المحاصيل للحفاظ على العناصر الغذائية للتربة، والتناسل الانتقائي أتاح نمو سكاني غير مسبوق إالى 5.7 مليون في عام 1750، وتحرير نسبة كبيرة من القوة العاملة، وبالتالي ساعدت في دفع الثورة الصناعية. إنتاج القمح ارتفع من 19 مكيال أمريكي لكل فدان إلى 30 مكيال في 1720، التي تمثل نقطة تحول كبيرة في التاريخ.
بدأت تظهر أساليب لزيادة الإنتاج في الزراعة في إنجلترا في منتصف القرن السابع عشر عبر متخصصين كتاب مثل صامويل هارتليب، والتر بليث وغيرهم. كانت المشكلة الأساسية في الحفاظ على الزراعة في مكان واحد هي استنزاف العناصر الغذائية، بالأخص مستويات النيتروجين في التربة، للسماح للتربة بالتجديد، وكانت تترك الأراضي المنتجة لتبور، وتناوب المحاصيل كان يستخدم في بعض المناطق. وشاع نظام تناوب المحاصيل الهولندي على يد المزارع البريطاني تشارلز تاونشيند في القرن الثامن عشر. النظام (قمح، لفت، شعير، وبرسيم) أتاح فرصة لتربية الماشية في وجود المحاصيل العلفية. استخدام البرسيم كان مهم لان جذور الخضرة جددت نترات التربة. الميكنة وترشيد الزراعة كانا عاملان مهمان، أدخل روبرت باكويل وتوماس كوك التناسل الانتقائي، وشرع في عملية للتكاثر الداخلي لتحقيق أقصى قدر من الصفات المرغوبة من منتصف القرن الثامن عشر، مثل خراف ليستر الجديدة. اخترعت آلات لتحسين جودة العديد من العمليات الزراعية، مثل آلة زرع البذور في 1701 التي ميكنت زراعة البذور في العمق الصحيح والتباعد المناسب، والة الدرس الخاصة بآلة ابتكرها أندرو ميكيل في 1784. وتحسنت المحاريث بشكل منتظم من المحراث الحديدي الخاص بجوزيف فولامبي في 1730، إلى المحراث المتطور الخاص بجيمس سمول في 1763. في 1789 رانسومز، سيمز وجيفريز كانوا ينتجون 86 طراز من المحاريث لأنواع مختلفة من التربة. بدأت الآلات الزراعية العاملة بالطاقة بمحرك ريتشارد تريفيثيك البخاري الثابت، المستعمل لقيادة آلة الدرس لأندرو ميكيل، في 1812 امتدت الميكنة إلى الاستخدامات الزراعية الأخرى خلال القرن التاسع عشر. أول جرار يعمل بالبنزين تم صنعه في الولايات المتحدة على يد جون فروليتش في 1892.
بدأ جون بينيت لوز الأبحاث في الاخصاب في محطة روزهامستد للأبحاث عام 1843. وحقق في أثر الأسمدة غير العضوية والعضوية على انتاجية المحاصيل، وأنشأ أول سماد صناعي في 1842، السماد على شكل رواسب نترات الصوديوم في تشيلي، تم استيراده إلى بريطانيا على يد جون توماس نورث، بالإضافة إلى الجوانو. وكانت أول عملية تجارية لانتاج الأسمدة هي الحصول على الفوسفات من ذوبان الحبيبات في حمض الكبريتيك.
بنى دان البون أول جرار ناجح تجاريا لأغراض عامة في 1901، والجرار الخاص بفارمول سجل نقطة تحول رئيسية في استبدال حيوانات الجر بالالات. منذ ذلك الوقت تطورت الالات ذاتية الدفع، مساهمة في احداث ثورة زراعية، هذه الاختراعات سرعت العمليات الزراعية وبجودة مستحيلة سابقا، مساعدة المزارع الحديثة إلى إنتاج كميات أكبر بكثير من المنتجات العالية الجودة لكل وحدة من وحدات الأراضي.
طريقة هابر بوش لتجميع نترات الامونيوم مثلت إنجازا كبيرا واتاحت للمحاصيل الزراعية فرصة التغلب على المعوقات السابقة، كان الكيميائي فريتز أول من يسجل هابر براءة اختراع لهذه الطريقة. في عام 1910 عندما كان يعمل كارل بوش لصالح الشركة الألمانية للكيماويات، نجح في تسويق العملية وتأمين براءات الاختراع القادمة. في أعوام ما بعد الحرب العالمية الثانية، زاد استخدام الأسمدة المركبة بسرعة، بالتزامن مع زيادة عدد سكان العالم.
استخدمت الزراعة الجماعية في الاتحاد السوفيتي، دول الكتلة الشرقية، الصين وفيتنام. ابتداء من الثلاثينات في الاتحاد السوفيتي ومن نتائج ذلك المجاعة السوفيتية في 1932 و1933. عاقبة أخرى حدثت خلال القفزة العظيمة للامام في الصين بدأت على يد ماو تسي تونج التي تسببت في مجاعة الصين الكبرى من 1959 إلى 1961، وأعاد تشكيل تفكير دينج زاوبينج.
اتسمت الزراعة في القرن الماضي بالزيادة الإنتاجية، والاستعاضة عن الأسمدة الاصطناعية ومبيدات الآفات بالعمالة، تلوث المياه، الإعانات الزراعية. وتطبيقات أخرى للبحث العلمي في الزراعة منذ 1950 مثل تعديل الجينات، والزراعة في الماء، وتطور الوقود الحيوي الصالح اقتصاديا مثل الايثانول.
عدد الناس المشاركين في الزراعة في الدول الصناعية هبط من 24% إلى 1.5% من سكان أمريكا في 2002. عدد المزارع انخفض أيضا وملكيتهم أصبحت أكثر تركيزا، على سبيل المثال، بين 1967 و 2002 مليون مزرعة خنازير في أمريكا تم دمجها إلى 114,000، و80% من الإنتاج كان في المزارع الصناعية.
وفقا لمعهد الرصد العالمي، 74% من دواجن العالم، 43% من اللحوم، و68% من البيض تم انتاجهم بهذه الطريقة.
ولكن استمرت المجاعات في اجتياح العالم خلال القرن العشرون، خلال اثار الاحداث المناخية، سياسة الحكومة، الحرب، وفساد المحاصيل، الملايين ماتوا في كل مجاعة من عشر مجاعات على الأقل بين العشرينات والتسعينات.

## القرن العشرين

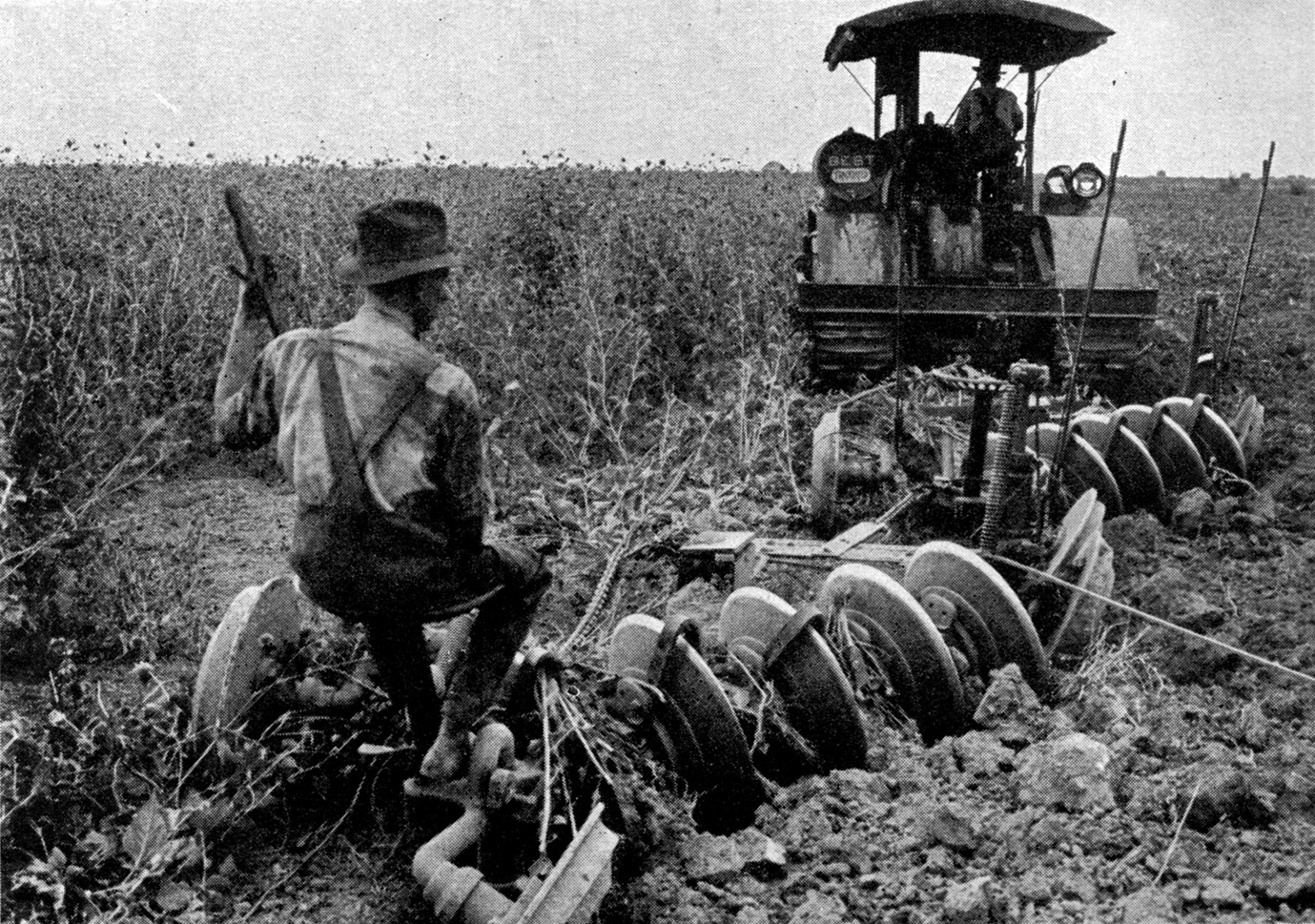
صورة من أوائل القرن العشرين لجرار في حقل لزراعة البرسيم

### الثورة الخضراء

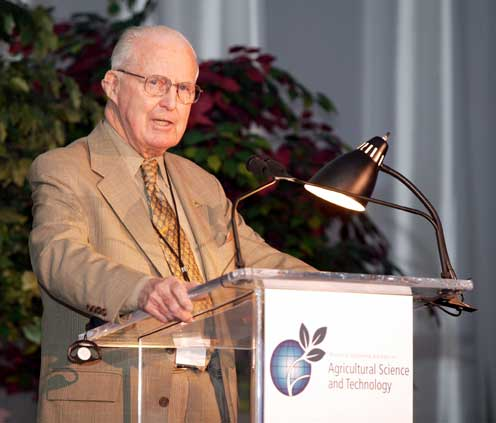
نورمان بورلوغ، رائد الثورة الخضراء في السبعينيات

كانت الثورة الخضراء عبارة عن سلسلة من مبادرات البحث والتطوير ونقل التكنولوجيا في الأربعينيات وحتى أواخر السبعينيات. فبعد أن زاد الإنتاج الزراعي حول العالم، وخاصة منذ أواخر الستينيات. تضمنت المبادرات، والتي قادها عالم الأحياء والمهندس الأمريكي نورمان بورلوج العديد من الحلول التي يُنسب لها الفضل في إنقاذ أكثر من مليار شخص من الجوع عبر مساعدة المزارعين في تطوير أنواع عالية الغلة من الحبوب، وتوسيع البنية التحتية للري، وتحديث تقنيات الإدارة، وتوزيع البذور المهجنة، والأسمدة الاصطناعية، ومبيدات الآفات..
أدى النيتروجين الصناعي، إلى جانب الفوسفات الصخري المستخرج، ومبيدات الآفات والميكنة، إلى زيادة غلة المحاصيل بشكل كبير في أوائل القرن العشرين. أدت زيادة المعروض من الحبوب إلى انخفاض تكلفة الثروة الحيوانية أيضًا. علاوة على ذلك، حدثت زيادة في الغلة العالمية في وقت لاحق من القرن العشرين عندما تم إدخال أنواع عالية الغلة من الحبوب الأساسية الشائعة مثل الأرز والقمح والذرة كجزء من الثورة الخضراء. قامت الثورة الخضراء بتصدير التقنيات (بما في ذلك مبيدات الآفات والنيتروجين الاصطناعي) من العالم المتقدم إلى العالم النامي. وقد ظهرت توقعات وتنبؤات (مثلما قال توماس مالتوس) بأن الأرض لن تكون قادرة على دعم سكانها المتزايدين، لكن تقنيات مثل الثورة الخضراء سمحت للعالم بإنتاج فائض من الغذاء.
على الرغم من أن الثورة الخضراء في البداية أدت إلى زيادة كبيرة في إنتاجية الأرز في آسيا، إلا أن النسبة استقرت فيما بعد. ومع ازدياد القدرة الإنتاجية الوراثية للقمح، فإن إمكانات غلة الأرز لم تزد منذ عام 1966، كما أن محصول الذرة لم يشهد زيادة ملحوظة في العقود التالية. يستغرق ظهور الحشائش المقاومة لمبيدات الأعشاب عقدًا أو عقدين فقط، وتصبح الحشرات مقاومة للمبيدات الحشرية في غضون عقد تقريبًا.

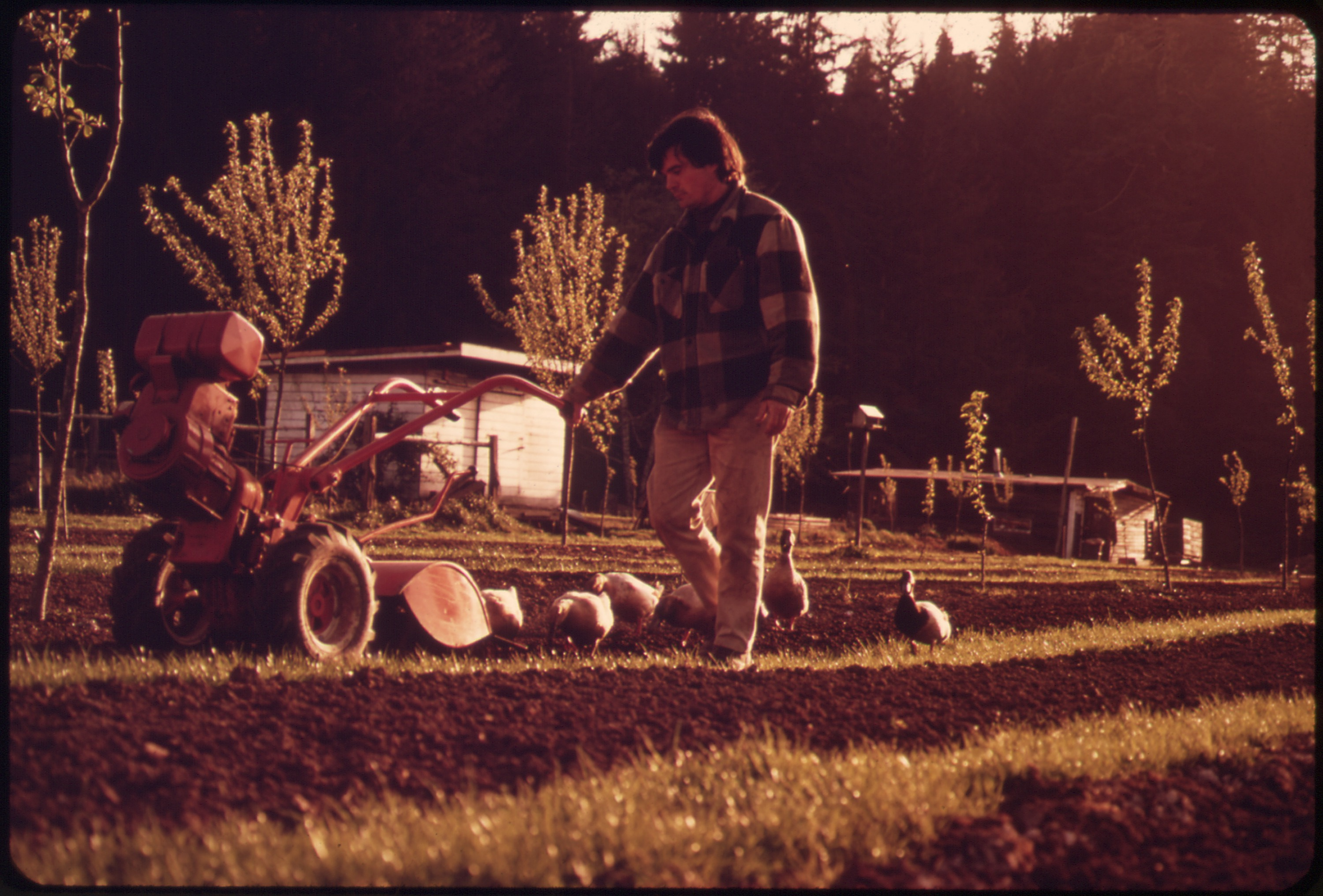
حقل للزراعة العضوية، كاليفورنيا، 1972

### الزراعة العضوية
في معظم تاريخها، كانت الزراعة عضوية، أي بدون أسمدة صناعية أو مبيدات حشرية، وبدون كائنات معدلة وراثيًا. مع ظهور الزراعة الكيميائية، دعا رودولف شتاينر إلى الزراعة بدون مبيدات آفات صناعية، وأرست دورة الزراعة عام 1924 الأساس للزراعة الحيوية. طور لورد نورثبورن هذه الأفكار وقدم بيانه الخاص بالزراعة العضوية في عام 1940. انتشر هذا الاتجاه في العقود اللاحقة، وتمارس الزراعة العضوية الآن في العديد من البلدان.

## هوامش
1. ↑  Hamilton، Richard. "Agriculture's Sustainable Future: Breeding Better Crops". Scientific American. مؤرشف من الأصل في 2013-12-14. اطلع عليه بتاريخ 2011-07-16.
2. ↑  Douglas John McConnell (2003). The Forest Farms of Kandy: And Other Gardens of Complete Design. ص. 1. مؤرشف من الأصل في 2020-01-24. {{استشهاد بكتاب}}: |archive-date= / |archive-url= timestamp mismatch (مساعدة)
3. ↑  In particular, the history of maize cultivation in southern Mexico dates back 9000 years. New York Times, accessdate=2010-5-4 نسخة محفوظة 30 أغسطس 2017 على موقع واي باك مشين.
4. 1 2  Mercader، J. (ديسمبر 2009). "Mozambican grass seed consumption during the Middle Stone Age". Science. ج. 326 ع. 5960: 1680–1683. Bibcode:2009Sci...326.1680M. DOI:10.1126/science.1173966. PMID:20019285.
5. ↑  Zeder، Melinda (أكتوبر 2011). "The Origins of Agriculture in the Near East". Current Anthropology. ج. 52 ع. S4: 221–235. DOI:10.1086/659307. JSTOR:10.1086/659307.
6. ↑  Hirst، Kris (يونيو 2019). "Domestication History of Rye". ThoughtCo. مؤرشف من الأصل في 2021-10-19. اطلع عليه بتاريخ 2020-04-18.
7. ↑  Molina، J.؛ Sikora، M.؛ Garud، N.؛ Flowers، J. M.؛ Rubinstein، S.؛ Reynolds، A.؛ Huang، P.؛ Jackson، S.؛ Schaal، B. A. (2011). "Molecular evidence for a single evolutionary origin of domesticated rice". Proceedings of the National Academy of Sciences. ج. 108 ع. 20: 8351–6. Bibcode:2011PNAS..108.8351M. DOI:10.1073/pnas.1104686108. PMID:21536870. {{استشهاد بدورية محكمة}}: الوسيط غير المعروف |PMCID= تم تجاهله يقترح استخدام |pmc= (مساعدة)
8. ↑  World Cotton Production, Yara North America نسخة محفوظة 2021-10-19 على موقع واي باك مشين.
9. ↑  National Heritage Places - Budj Bim National Heritage Landscape". Australian Government. Dept of the Environment and Energy. 20 July 2004. Retrieved 30 January 2020. See also attached documents: National Heritage List Location and Boundary Map, and Government Gazette, 20 July 2004.
10. 1 2 3  "Indigenous Australians 'farmed bananas 2,000 years ago'". BBC News. 12 أغسطس 2020. مؤرشف من الأصل في 2021-10-20.
11. 1 2  Gammage, Bill (October 2011). The Biggest Estate on Earth: How Aborigines made Australia. Allen & Unwin. pp. 281–304. (ردمك 978-1-74237-748-3).
12. ↑  Hillman, G.C. (1996) "Late Pleistocene changes in wild plant-foods available to hunter-gatherers of the northern Fertile Crescent: Possible preludes to cereal cultivation". In D.R. Harris (ed.) The Origins and Spread of Agriculture and Pastoralism in Eurasia, UCL Books, London, pp. 159–203; Sato, Y. (2003) "Origin of rice cultivation in the Yangtze River basin". In Y. Yasuda (ed.) The Origins of Pottery and Agriculture, Roli Books, New Delhi, p. 196
13. ↑  Gerritsen, R. (2008). Australia and the Origins of Agriculture. Archaeopress. ص. 29–30.
14. ↑  "The Development of Agriculture". منظمة ناشيونال جيوغرافيك. 2016. مؤرشف من الأصل في 2016-04-14. اطلع عليه بتاريخ 2016-06-15.
15. ↑  "Climate". National Climate Data Center. مؤرشف من الأصل في 2017-01-28. اطلع عليه بتاريخ 2013-12-01.
16. ↑  "The Development of Agriculture". منظمة ناشيونال جيوغرافيك. 2016. مؤرشف من الأصل في 2016-04-14. اطلع عليه بتاريخ 2016-06-20.
17. 1 2  Gammage، Bill (أكتوبر 2011). The Biggest Estate on Earth: How Aborigines made Australia. Allen & Unwin. ISBN:978-1-74237-748-3. مؤرشف من الأصل في 2021-11-20.
18. ↑  Douglas John McConnell (2003). The Forest Farms of Kandy: And Other Gardens of Complete Design. ص. 1. ISBN:978-0-7546-0958-2. مؤرشف من الأصل في 2021-08-29.
19. ↑  McConnell, Douglas John (1992). The forest-garden farms of Kandy, Sri Lanka. ص. 1. ISBN:978-92-5-102898-8. مؤرشف من الأصل في 2021-11-16.
20. ↑  Allaby, Robin G.؛ Fuller, Dorian Q.؛ Brown, Terence A. (2008). "The genetic expectations of a protracted model for the origins of domesticated crops". Proceedings of the National Academy of Sciences. ج. 105 ع. 37: 13982–13986. Bibcode:2008PNAS..10513982A. DOI:10.1073/pnas.0803780105. PMID:18768818. {{استشهاد بدورية محكمة}}: الوسيط غير المعروف |PMCID= تم تجاهله يقترح استخدام |pmc= (مساعدة)
21. ↑  Larson، G.؛ Piperno، D.R.؛ Allaby، R.G.؛ Purugganan، M.D.؛ Andersson، L.؛ Arroyo-Kalin، M.؛ Barton، L.؛ Climer Vigueira، C.؛ Denham، T. (2014). "Current perspectives and the future of domestication studies". Proceedings of the National Academy of Sciences. ج. 111 ع. 17: 6139–46. Bibcode:2014PNAS..111.6139L. DOI:10.1073/pnas.1323964111. PMID:24757054. {{استشهاد بدورية محكمة}}: الوسيط غير المعروف |PMCID= تم تجاهله يقترح استخدام |pmc= (مساعدة)
22. ↑  Larson، Greger؛ Dobney، Keith؛ Albarella، Umberto؛ Fang، Meiying؛ Matisoo-Smith، Elizabeth؛ Robins، Judith؛ Lowden، Stewart؛ Finlayson، Heather؛ Brand، Tina (11 مارس 2005). "Worldwide Phylogeography of Wild Boar Reveals Multiple Centers of Pig Domestication". Science. ج. 307 ع. 5715: 1618–1621. Bibcode:2005Sci...307.1618L. DOI:10.1126/science.1106927. PMID:15761152.
23. ↑  Larson، Greger؛ Albarella، Umberto؛ Dobney، Keith؛ Rowley-Conwy، Peter؛ Schibler، Jörg؛ Tresset، Anne؛ Vigne، Jean-Denis؛ Edwards، Ceiridwen J.؛ Schlumbaum، Angela (25 سبتمبر 2007). "Ancient DNA, pig domestication, and the spread of the Neolithic into Europe". Proceedings of the National Academy of Sciences. ج. 104 ع. 39: 15276–15281. Bibcode:2007PNAS..10415276L. DOI:10.1073/pnas.0703411104. PMID:17855556. {{استشهاد بدورية محكمة}}: الوسيط غير المعروف |PMCID= تم تجاهله يقترح استخدام |pmc= (مساعدة)
24. ↑  Ensminger، M.E.؛ Parker, R.O. (1986). Sheep and Goat Science (ط. Fifth). Interstate Printers and Publishers. ISBN:978-0-8134-2464-4.
25. ↑  McTavish, E.J., Decker, J.E., Schnabel, R.D., Taylor, J.F. and Hillis, D.M. (2013). "New World cattle show ancestry from multiple independent domestication events". PNAS. ج. 110 ع. 15: 1398–406. Bibcode:2013PNAS..110E1398M. DOI:10.1073/pnas.1303367110. PMID:23530234. {{استشهاد بدورية محكمة}}: الوسيط غير المعروف |PMCID= تم تجاهله يقترح استخدام |pmc= (مساعدة)صيانة الاستشهاد: أسماء متعددة: قائمة المؤلفين (link)
26. ↑  Sapir-Hen، Lidar؛ Ben-Yosef، Erez (2013). "The Introduction of Domestic Camels to the Southern Levant: Evidence from the Aravah Valley" (PDF). Tel Aviv. ج. 40 ع. 2: 277–285. DOI:10.1179/033443513x13753505864089. مؤرشف من الأصل (PDF) في 2020-06-04.
27. ↑  Ladizinsky, G. (1998). Plant Evolution under Domestication. Kluwer. ISBN:978-0-412-82210-0.
28. ↑  Kislev، M. E. (2006). "Early Domesticated Fig in the Jordan Valley". Science. ج. 312 ع. 5778: 1372–1374. Bibcode:2006Sci...312.1372K. DOI:10.1126/science.1125910. PMID:16741119.
29. ↑  Lev-Yadun، S. (2006). "Comment on "Early Domesticated Fig in the Jordan Valley"". Science. ج. 314 ع. 5806: 1683a. Bibcode:2006Sci...314.1683L. DOI:10.1126/science.1132636. PMID:17170278.
30. ↑  Zohary، Daniel؛ Hopf، Maria؛ Weiss، Ehud (2012). Domestication of Plants in the Old World: The Origin and Spread of Domesticated Plants in Southwest Asia, Europe, and the Mediterranean Basin. Oxford: Oxford University Press. ص. 62. ISBN:978-0-19-954906-1. مؤرشف من الأصل في 2021-04-09 – عبر Google Books.
31. ↑  Dolores, R.؛ Piperno, Anthony J.؛ Ranere, Irene Holst؛ Iriarte, Jose؛ Dickau, Ruth (2009). "Starch grain and phytolith evidence for early ninth millennium B.P. maize from the Central Balsas River Valley, Mexico". PNAS. ج. 106 ع. 13: 5019–5024. Bibcode:2009PNAS..106.5019P. DOI:10.1073/pnas.0812525106. PMID:19307570. {{استشهاد بدورية محكمة}}: الوسيط غير المعروف |PMCID= تم تجاهله يقترح استخدام |pmc= (مساعدة)
32. ↑  Smith, A.F. (1994). The Tomato in America: Early History, Culture, and Cookery. University of South Carolina Press. ص. 13. ISBN:978-1-57003-000-0. مؤرشف من الأصل في 2021-03-08.
33. ↑  Hirst، K. Kris. "Plant Domestication – Table of Dates and Places". About.com. مؤرشف من الأصل في 2017-02-27. اطلع عليه بتاريخ 2016-06-15.
34. ↑  Denham، T.P. (2003). "Origins of Agriculture at Kuk Swamp in the Highlands of New Guinea" (PDF). Science. ج. 301 ع. 5630: 189–193. DOI:10.1126/science.1085255. PMID:12817084. مؤرشف من الأصل (PDF) في 2021-11-20.
35. ↑  Nelson، S.C.؛ Ploetz، R.C.؛ Kepler، A.K. (2006). "Musa species (bananas and plantains)" (PDF). في Elevitch (المحرر). Species Profiles for Pacific Island Agroforestry. Hōlualoa, Hawai'i: Permanent Agriculture Resources.
36. ↑  Denham، T.P.؛ Haberle، S.G.؛ Lentfer، C.؛ Fullagar، R.؛ Field، J.؛ Therin، M.؛ Porch، N.؛ Winsborough، B. (2003). "Origins of Agriculture at Kuk Swamp in the Highlands of New Guinea" (PDF). Science. ج. 301 ع. 5630: 189–193. DOI:10.1126/science.1085255. PMID:12817084. مؤرشف من الأصل (PDF) في 2021-11-20.
37. ↑  Hillman، Gordon؛ Hedges، Robert؛ Moore، Andrew؛ Colledge، Susan؛ Pettitt، Paul (2001). "New evidence of Lateglacial cereal cultivation at Abu Hureyra on the Euphrates". The Holocene. ج. 11 ع. 4: 383–393. Bibcode:2001Holoc..11..383H. DOI:10.1191/095968301678302823. مؤرشف من الأصل في 2021-11-20.
38. ↑  Roffet-Salque، Mélanie؛ Regert، Martine؛ Evershed، Richard P.؛ وآخرون (2015). "Widespread exploitation of the honeybee by early Neolithic farmers". Nature. ج. 527 ع. 7577: 226–230. Bibcode:2015Natur.527..226R. DOI:10.1038/nature15757. PMID:26560301. مؤرشف من الأصل في 2021-11-20.
39. ↑  "Southern Europe, 8000–2000 B.C. Timeline of Art History". The Metropolitan Museum of Art. مؤرشف من الأصل في 2007-01-26. اطلع عليه بتاريخ 2011-07-16.
40. ↑  "Ceide Fields Visitor Centre, Ballycastle, County Mayo, West of Ireland". Museumsofmayo.com. مؤرشف من الأصل في 2011-07-22. اطلع عليه بتاريخ 2011-07-16.
41. ↑  "Ceide Fields – UNESCO World Heritage Centre". Whc.unesco.org. مؤرشف من الأصل في 2021-11-07. اطلع عليه بتاريخ 2011-07-16.
42. ↑  Anthony, David W. (2007). The Horse, the Wheel, and Language: How Bronze-Age Riders from the Eurasian Steppes Shaped the Modern World. Princeton University Press.
43. ↑  Vergara، Daniela (2 ديسمبر 2014). "Cannabis: Marijuana, hemp and its cultural history". Cannabis Genomics. مؤرشف من الأصل في 2016-04-09. اطلع عليه بتاريخ 2016-06-20.
44. 1 2  He، Keyang؛ Lu، Houyuan؛ Zhang، Jianping؛ Wang، Can؛ Huan، Xiujia (7 يونيو 2017). "Prehistoric evolution of the dualistic structure mixed rice and millet farming in China". The Holocene. ج. 27 ع. 12: 1885–1898. Bibcode:2017Holoc..27.1885H. DOI:10.1177/0959683617708455. مؤرشف من الأصل في 2021-11-20.
45. ↑  Lu، H.؛ Zhang، J.؛ Liu، K.B.؛ Wu، N.؛ Li، Y.؛ Zhou، K.؛ Ye، M.؛ Zhang، T.؛ وآخرون (2009). "Earliest domestication of common millet (Panicum miliaceum) in East Asia extended to 10,000 years ago". Proceedings of the National Academy of Sciences of the United States of America. ج. 106 ع. 18: 7367–7372. Bibcode:2009PNAS..106.7367L. DOI:10.1073/pnas.0900158106. PMID:19383791. {{استشهاد بدورية محكمة}}: الوسيط غير المعروف |PMCID= تم تجاهله يقترح استخدام |pmc= (مساعدة)
46. ↑  Colledge، Sue؛ Conolly، James (2010). "Reassessing the evidence for the cultivation of wild crops during the Younger Dryas at Tell Abu Hureyra, Syria". Environmental Archaeology. ج. 15 ع. 2: 124–138. DOI:10.1179/146141010X12640787648504.
47. ↑  Molina، J.؛ Sikora، M.؛ Garud، N.؛ Flowers، J. M.؛ Rubinstein، S.؛ Reynolds، A.؛ Huang، P.؛ Jackson، S.؛ Schaal، B. A. (2011). "Molecular evidence for a single evolutionary origin of domesticated rice". Proceedings of the National Academy of Sciences. ج. 108 ع. 20: 8351–6. Bibcode:2011PNAS..108.8351M. DOI:10.1073/pnas.1104686108. PMID:21536870. {{استشهاد بدورية محكمة}}: الوسيط غير المعروف |PMCID= تم تجاهله يقترح استخدام |pmc= (مساعدة)
48. 1 2  Bellwood، Peter (9 ديسمبر 2011). "The Checkered Prehistory of Rice Movement Southwards as a Domesticated Cereal—from the Yangzi to the Equator" (PDF). Rice. ج. 4 ع. 3–4: 93–103. DOI:10.1007/s12284-011-9068-9. مؤرشف من الأصل (PDF) في 2021-11-12.
49. ↑  Hsieh، Jaw-shu؛ Hsing، Yue-ie Caroline؛ Hsu، Tze-fu؛ Li، Paul Jen-kuei؛ Li، Kuang-ti؛ Tsang، Cheng-hwa (24 ديسمبر 2011). "Studies on Ancient Rice—Where Botanists, Agronomists, Archeologists, Linguists, and Ethnologists Meet". Rice. ج. 4 ع. 3–4: 178–183. DOI:10.1007/s12284-011-9075-x.
50. ↑  Gilboa، Ayelet؛ Namdar، Dvory (9 فبراير 2016). "On the Beginnings of South Asian Spice Trade with the Mediterranean Region: A Review". Radiocarbon. ج. 57 ع. 2: 265–283. DOI:10.2458/azu_rc.57.18562. مؤرشف من الأصل في 2021-03-05.
51. ↑  Zumbroich، Thomas J. (2007–2008). "The origin and diffusion of betel chewing: a synthesis of evidence from South Asia, Southeast Asia and beyond". eJournal of Indian Medicine. ج. 1: 87–140. مؤرشف من الأصل في 2021-03-08.
52. ↑  Mahdi، Waruno (1999). "The Dispersal of Austronesian boat forms in the Indian Ocean". في Blench، Roger؛ Spriggs، Matthew (المحررون). Archaeology and Language III: Artefacts languages, and texts. One World Archaeology. Routledge. ج. 34. ص. 144–179. ISBN:978-0-415-10054-0.
53. ↑  Beaujard، Philippe (أغسطس 2011). "The first migrants to Madagascar and their introduction of plants: linguistic and ethnological evidence" (PDF). Azania: Archaeological Research in Africa. ج. 46 ع. 2: 169–189. DOI:10.1080/0067270X.2011.580142. مؤرشف من الأصل (PDF) في 2021-11-21.
54. ↑  Walter، Annie؛ Lebot، Vincent (2007). Gardens of Oceania. IRD Éditions-CIRAD. ISBN:978-1-86320-470-5. مؤرشف من الأصل في 2021-11-20.
55. ↑  Winchell، Frank (أكتوبر 2017). "Evidence for Sorghum Domestication in Fourth Millennium BC Eastern Sudan: Spikelet Morphology from Ceramic Impressions of the Butana Group" (PDF). Current Anthropology. ج. 58 ع. 5: 673–683. DOI:10.1086/693898. مؤرشف من الأصل (PDF) في 2021-06-23.
56. ↑  Manning، Katie (فبراير 2011). "4500-Year old domesticated pearl millet (Pennisetum glaucum) from the Tilemsi Valley, Mali: new insights into an alternative cereal domestication pathway". Journal of Archaeological Science. ج. 38 ع. 2: 312–322. DOI:10.1016/j.jas.2010.09.007. مؤرشف من الأصل في 2019-05-05 – عبر Elsevier Science Direct.
57. ↑  Carney، Judith (2011). Food and the African Past. University of California Press. ص. 24. ISBN:978-0-520-94953-9. مؤرشف من الأصل في 2021-11-03. {{استشهاد بكتاب}}: |عمل= تُجوهل (مساعدة)
58. ↑  Murphy, Denis (2011). Plants, Biotechnology and Agriculture. CABI. ص. 153–. ISBN:978-1-84593-913-7. مؤرشف من الأصل في 2021-11-20.
59. ↑  Barker، Graeme (2009). The Agricultural Revolution in Prehistory: Why Did Foragers Become Farmers?. Oxford University Press. ص. 159–161. ISBN:978-0-19-955995-4. مؤرشف من الأصل في 2021-11-20.
60. ↑  "Farming". The British Museum. 16 يونيو 2016. مؤرشف من الأصل في 2016-06-16. اطلع عليه بتاريخ 2021-11-20.{{استشهاد ويب}}:  صيانة الاستشهاد: BOT: original URL status unknown (link)
61. ↑  Tannahill, Reay (1968). The fine art of food. Folio Society.
62. ↑  الزراعة خلال العصر البابلي القديم (2004-1595 ق.م) نسخة محفوظة 2021-09-08 على موقع واي باك مشين.
63. ↑  "تاريخ الزراعة في مصر". وزارة الزراعة وإستصلاح الأراضي. 13 سبتمبر 2016. مؤرشف من الأصل في 2016-09-13. اطلع عليه بتاريخ 2021-11-20.
64. ↑  Janick, Jules. "Ancient Egyptian Agriculture and the Origins of Horticulture" (PDF). Archived. Acta Hort. 583: 23–39. نسخة محفوظة 28 يونيو 2021 على موقع واي باك مشين.
65. 1 2  Gupta, Anil K (10 يوليو 2004). "Origin of agriculture and domestication of plants and animals linked to early Holocene climate amelioration". Indian Academy of Sciences. ج. 87 ع. 1: 58–59.
66. ↑  Baber, Zaheer (1996). The Science of Empire: Scientific Knowledge, Civilization, and Colonial Rule in India. State University of New York Press. ص. 19. ISBN:978-0-7914-2919-8.
67. 1 2 3  Harris, David R.؛ Gosden, C. (1996). The Origins and Spread of Agriculture and Pastoralism in Eurasia: Crops, Fields, Flocks And Herds. Routledge. ص. 385. ISBN:978-1-85728-538-3.
68. ↑  Wright، Rita P (2009). The Ancient Indus: Urbanism, Economy, and Society. Cambridge University Press. ص. 44, 51. ISBN:978-0-521-57652-9. مؤرشف من الأصل في 2021-07-05.
69. ↑  Possehl, Gregory L. (1996). Mehrgarh in Oxford Companion to Archaeology, edited by Brian Fagan. Oxford University Press.
70. ↑  Stein, Burton (1998). A History of India. Blackwell Publishing. 47. (ردمك 0-631-20546-2).
71. 1 2  Rodda & Ubertini (2004). The Basis of Civilization – Water Science?. International Association of Hydrological Science. ص. 279. ISBN:978-1-901502-57-2.
72. ↑  Lal، R. (2001). "Thematic evolution of ISTRO: transition in scientific issues and research focus from 1955 to 2000". Soil and Tillage Research. ج. 61 ع. 1–2: 3–12 [3]. DOI:10.1016/S0167-1987(01)00184-2.
73. ↑  Koester, Helmut (1995), History, Culture, and Religion of the Hellenistic Age, 2nd edition, New York: Walter de Gruyter, (ردمك 3-11-014693-2), pp. 76–77.
74. ↑  Helmut Koester (1995), History, Culture, and Religion of the Hellenistic Age, 2nd edition, New York: Walter de Gruyter, (ردمك 3-11-014693-2), p. 77.
75. ↑  White, K. D. (1970), Roman Farming (Cornell University Press)
76. ↑  Diamond، Jared (1999). Guns, Germs, and Steel (ط. Paperback). New York: W.W. Norton. ص. 123–128, 134–142. ISBN:0393317552. مؤرشف من الأصل في 2021-10-22.
77. ↑  Sempat Assadourian، Carlos (1992). "The Colonial Economy; The Transfer of the European System of Production to New Spain and Peru". Journal of Latin American Studies. ج. 24 ع. Quincentenary Supplument: 62. JSTOR:156945. مؤرشف من الأصل في 2021-12-18.
78. ↑  Sempat 1992.
79. ↑  Hill، Christina Gish (24 نوفمبر 2020). "Returning Corn, Beans, and Squash to Native American Farms". JSTOR Daily. JSTOR. مؤرشف من الأصل في 2021-01-17. اطلع عليه بتاريخ 2021-07-09.
80. ↑  Mumford، Jeremy Ravi (2012). Vertical Empire. Durham, NC: Duke University Press. ص. 15, 27. ISBN:9780822353102.
81. ↑  Ensminger، Marion Eugene؛ Ensminger، Audrey H. (1994). Food & Nutrition Encyclopedia. London: CRC-Press. ص. 1104.
82. ↑  Zarrillo، S.؛ Pearsall، D. M.؛ Tisdale، M. A.؛ Quon، D. J. (2008). "Directly dated starch residues document early formative maize (Zea mays L.) in tropical Ecuador". Proceedings of the National Academy of Sciences of the United States of America. ج. 105 ع. 13: 5006–5011. Bibcode:2008PNAS..105.5006Z. DOI:10.1073/pnas.0800894105. PMID:18362336. {{استشهاد بدورية محكمة}}: الوسيط غير المعروف |PMCID= تم تجاهله يقترح استخدام |pmc= (مساعدة)
83. ↑  Piperno، Dolores R. (2011). "The Origin of Plant Cultivation and Domestication in the New World Tropics: Pattern, Process, and New Developments". Current Anthropology. ج. 52 ع. S-4: S453–S470. DOI:10.1086/659998. مؤرشف من الأصل في 2021-10-19.
84. ↑  Mascarelli, Amanda (5 نوفمبر 2010). "Mayans converted wetlands to farmland". Nature. DOI:10.1038/news.2010.587. مؤرشف من الأصل في 2021-04-23.
85. ↑  Morgan, John (6 نوفمبر 2013). "Invisible Artifacts: Uncovering Secrets of Ancient Maya Agriculture with Modern Soil Science". Soil Horizons. ج. 53 ع. 6: 3. DOI:10.2136/sh2012-53-6-lf.
86. ↑  "Pecans at Texas A&M University". Pecankernel.tamu.edu. 18 أغسطس 2006. مؤرشف من الأصل في 2010-05-25. اطلع عليه بتاريخ 2010-06-03.
87. ↑  The History of Concord Grapes, http://www.concordgrape.org/bodyhistory.html نسخة محفوظة 2021-05-25 على موقع واي باك مشين.
88. ↑  Heiser Jr، Carl B. (1992). "On possible sources of the tobacco of prehistoric Eastern North America". Current Anthropology. ج. 33: 54–56. DOI:10.1086/204032.
89. ↑  Dark Emu
90. ↑  Sugihara؛ Jan W. Van Wagtendonk؛ Shaffer؛ Fites-Kaufman؛ Thode، المحررون (2006). "17". Fire in California's Ecosystems. University of California Press. ص. 417. ISBN:978-0-520-24605-8. مؤرشف من الأصل في 2022-07-16.
91. ↑  Blackburn, Thomas C. and Kat Anderson، المحرر (1993). Before the Wilderness: Environmental Management by Native Californians. Ballena Press. ISBN:978-0-87919-126-9.
92. ↑  Anderson، M. Kat (2006). Tending the Wild: Native American Knowledge And the Management of California's Natural Resources. University of California Press. ISBN:978-0-520-24851-9. مؤرشف من الأصل في 2021-06-01.
93. ↑  Jones، R. (1969). "Fire-stick Farming". Australian Natural History. ج. 16: 224.
94. ↑  Williams, E. (1988) Complex Hunter-Gatherers: A Late Holocene Example from Temperate Australia. British Archaeological Reports, Oxford
95. ↑  Lourandos, H. (1997) Continent of Hunter-Gatherers: New Perspectives in Australian Prehistory Cambridge University Press, Cambridge
96. ↑  Snell، K.D.M. (1985). Annals of the Labouring Poor, Social Change and Agrarian England 1660–1900. Cambridge University Press. ISBN:978-0-521-24548-7. Chapter 4
97. ↑  Thirsk، Joan. "Blith, Walter (bap. 1605, d. 1654)". Oxford Dictionary of National Biography, Oxford University Press, 2004; online edn, Jan 2008. مؤرشف من الأصل في 2021-10-04. اطلع عليه بتاريخ 2011-09-02.
98. ↑  Harskamp, Jaap (2009). "The Low Countries and the English Agricultural Revolution". Gastronomica. ج. 9 ع. 3: 32–41. DOI:10.1525/gfc.2009.9.3.32. JSTOR:10.1525/gfc.2009.9.3.32.
99. ↑  Barlow, Robert Stockes (2003). 300 Years of Farm Implements and Machinery 1630–1930. Krause Publications. ص. 33. ISBN:978-0-87349-632-2.
100. ↑  Payne, F.G. "The British Plough: Some Stages in its Development" (PDF). British Agricultural History Society. مؤرشف من الأصل (PDF) في 2021-10-04. اطلع عليه بتاريخ 2017-04-05.
101. ↑  Macmillan, Don؛ Broehl, Wayne G. The John Deere Tractor Legacy. Voyageur Press. ص. 45. ISBN:9781610605298. مؤرشف من الأصل في 2021-10-13.
102. ↑  Hodge، James (1973). Richard Trevithick. Shire Publications. ص. 30. ISBN:978-0-85263-177-5.
103. ↑  Hazell، Peter B.R. (2009). The Asian Green Revolution. International Food Policy Research Institute. GGKEY:HS2UT4LADZD. مؤرشف من الأصل في 2021-12-05. {{استشهاد بكتاب}}: |عمل= تُجوهل (مساعدة)
104. ↑  Barrionuevo, Alexei؛ Bradsher, Keith (8 ديسمبر 2005). "Sometimes a Bumper Crop Is Too Much of a Good Thing". نيويورك تايمز. مؤرشف من الأصل في 2015-05-08.
105. ↑  Tilman, D.؛ Cassman, K.G.؛ Matson, P.A.؛ Naylor, R.؛ Polasky, S. (أغسطس 2002). "Agricultural sustainability and intensive production practices" (PDF). Nature. ج. 418 ع. 6898: 671–677. Bibcode:2002Natur.418..671T. DOI:10.1038/nature01014. PMID:12167873. مؤرشف من الأصل (PDF) في 2021-11-21.
106. ↑  Paull، John (2011). "Attending the First Organic Agriculture Course: Rudolf Steiner's Agriculture Course at Koberwitz, 1924" (PDF). European Journal of Social Sciences. ج. 21 ع. 1: 64–70. مؤرشف من الأصل (PDF) في 2021-02-24.
107. ↑  Paull, John (2014). "Lord Northbourne, the man who invented organic farming, a biography" (PDF). Journal of Organic Systems. ج. 9 ع. 1: 31–53. مؤرشف من الأصل (PDF) في 2021-02-25.

## قراءات موسعة

### بالعربية
الزراعة في التاريخ: العصور القديمة - عادل محمد علي الشيخ حسن. دار الضياء (1999).
الحضارة الزراعية عند العرب ؛ العصور القديمة ، العصور الإسلامية. ماجد عبد الله الشمس. دار علاء الدين للنشر والتوزيع والترجمة (2020).
موسوعة الزراعة في التاريخ من العصر العثماني حتى نهاية القرن العشرين - عادل محمد علي الحجاج. جهينة للنشر والتوزيع (2015).
تاريخ الزراعة المصرية في عهد محمد علي الكبير - أحمد أحمد الحتة. القاهرة: دار المعارف (1950).
الزراعة المصرية في عهد الاحتلال البريطاني 1882-1914 - إسماعيل محمد زين الدين. إسماعيل محمد زين الدين. القاهرة: الهيئة المصرية العامة للكتاب (1995).
مشاريع الري في العراق خلال عهدي الراشدين والأمويين - يحيى محمد علي العيثاوي. مركز البحوث والدراسات الإسلامية (2012).
تاريخ الإصلاح الزراعي في الصين - تشن ون شينغ. ترجمة: هند المحلي سلطان. دار صفصافة للنشر (2021).
السياسات الزراعية (التطور التاريخي والمناهج التحليلية) - علي أحمد إبراهيم. المكتبة المصرية للطباعة والنشر والتوزيع (2011).

## روابط خارجية
كتب ونصوص عن تاريخ الزراعة من مكتبة جامعة كورنيل (بالإنجليزية)